# Gethyllis barkerae
Gethyllis barkerae — вид однодольних рослин родини амарилісових.

## Назва
Вид названо на честь південноафриканської ботаникині Вінсом Фанні Баркер (1907—1994), кураторки гербарію Комптона в Національному ботанічному саду Кірстенбоша в Кейптауні.

## Поширення
Ендемік Південно-Африканської Республіки. Поширений у Західнокапській провінції. Росте на піщаному ґрунті з деякою кількістю води та деякою кількістю сонця.

## Опис
Цибулина може виростати до двох сантиметрів у діаметрі, уся рослина — до чотирьох сантиметрів у висоту. Квітки від білого до ніжно-рожевого кольору.